# Wenezuela na Letnich Igrzyskach Olimpijskich 1960
Wenezuelę na Letnich Igrzyskach Olimpijskich 1960 reprezentowało 36 zawodników, 31 mężczyzn i 5 kobiet. Reprezentanci Wenezueli zdobyli 1 brązowy medal na tych igrzyskach.

## Zdobyte medale
| Medal | Zawodnik        | Dyscyplina sportowa | Konkurencja                          |
| ----- | --------------- | ------------------- | ------------------------------------ |
| Brąz  | Enrico Forcella | Strzelectwo         | karabinek małokalibrowy leżąc (50 m) |

## Skład kadry

### Boks
Mężczyźni
- Mario Romero

waga lekka, do 60 kg (odpadł w 2 rundzie eliminacji; przegrał z Harrym Campbellem z USA)
- Miguel Amarista

waga lekkopółśrednia, do 63,5 kg (odpadł w 3 rundzie eliminacji; wygrał z Jorge Salomão z Brazylii i  przegrał z Kimem Deuk-bongiem z Korei Południowej)
- Fidel Odremán

waga średnia, do 75 kg (odpadł w 1 rundzie eliminacji; przegrał z Edwardem Crookiem z USA)

### Kolarstwo
Mężczyźni
- Arsenio Chirinos

kolarstwo szosowe, wyścig ze startu wspólnego (29. miejsce)
- Emilio Vidal

kolarstwo szosowe, wyścig ze startu wspólnego (62. miejsce)
- José Ferreira

kolarstwo szosowe, wyścig ze startu wspólnego (63. miejsce)
- Francisco Mujica

kolarstwo szosowe, wyścig ze startu wspólnego (nie ukończył)
- Arsenio Chirinos, Víctor Chirinos, José Ferreira, Francisco Mujica

wyścig drużynowy na 100 km na czas (zajęli 23. miejsce)

### Lekkoatletyka
Mężczyźni
- Horacio Esteves

bieg na 100 metrów (odpadł w półfinale)
- Lloyd Murad

bieg na 100 metrów (odpadł w ćwierćfinale)
bieg na 200 metrów (odpadł w eliminacjach)
- Rafael Romero

bieg na 100 metrów (odpadł w ćwierćfinale)
bieg na 200 metrów (odpadł w ćwierćfinale)
- Víctor Maldonado

bieg na 400 metrów przez płotki (odpadł w eliminacjach)
- Clive Bonas, Lloyd Murad, Emilio Romero, Rafael Romero, a także Horacio Esteves w eliminacjach

sztafeta 4 × 100 metrów (zajęła 5. miejsce w finale)
- Clive Bonas

skok w dal (odpadł w eliminacjach)
- Héctor Thomas

dziesięciobój (zajął 20. miejsce)

### Pływanie
Kobiety
- Anneliese Rockenbach

100 m stylem dowolnym (odpadła w eliminacjach)
100 m stylem grzbietowym (odpadła w eliminacjach)

### Podnoszenie ciężarów
Mężczyźni
- Oswaldo Solórzano

waga średnia, do 75 kg (nie ukończył; nie zaliczył żadnego ciężaru w wyciskaniu)
- Enrique Guittens

waga półciężka, do 82,5 kg (nie ukończył; nie zaliczył żadnego ciężaru w wyciskaniu)

### Strzelectwo
- Carlos Crassus

pistolet szybkostrzelny 25 m (zajął 26. miejsce)
- Carlos Monteverde

pistolet szybkostrzelny 25 m (zajął 27. miejsce)
- Enrico Forcella

karabinek małokalibrowy leżąc 50 m (zajął 3. miejsce)
- José Cazorla

karabinek małokalibrowy leżąc 50 m (zajął 46. miejsce)
- Bram Zanella

trap (zajął 22. miejsce)
- Franco Bonato

trap (odpadł w eliminacjach)

### Szermierka
Mężczyźni
- Jesús Gruber

floret indywidualnie (odpadł w ćwierćfinale)
- Luis García

floret indywidualnie (odpadł w 1 rundzie eliminacji)
szabla indywidualnie (odpadł w 1 rundzie eliminacji)
- Freddy Quintero

floret indywidualnie (odpadł w 1 rundzie eliminacji)
- Augusto Gutiérrez

szabla indywidualnie (odpadł w 1 rundzie eliminacji)
- Luis García, Jesús Gruber, Augusto Gutiérrez, Freddy Quintero

floret drużynowo (odpadli w eliminacjach)
Kobiety
- Belkis Leal

floret indywidualnie (odpadła w 1 rundzie eliminacji)
- Ingrid Sander

floret indywidualnie (odpadła w 1 rundzie eliminacji)
- Norma Santini

floret indywidualnie (odpadła w 1 rundzie eliminacji)
- Belkis Leal, Teófila Márquiz, Ingrid Sander, Norma Santini

floret drużynowo (odpadły w eliminacjach)

### Zapasy
Mężczyźni
- Rafael Durán

styl wolny, waga lekka, do 67 kg (odpadł w eliminacjach; przegrał z Bongiem Ug-wonem z Korei Południowej i z Mario Tovarem z Meksyku)
- César Ferreras

styl wolny, waga półciężka, do 87 kg (odpadł w eliminacjach; zremisował z Eugenem Holzherrem ze Szwajcarii i przegrał z Anatolijem Ałbułem z ZSRR)

### Żeglarstwo
- Daniel Camejo, Peter Camejo

klasa Star (zajęli 21. miejsce)